# نجاة علي (شاعرة)
الدكتورة نجاة علي شاعرة وكاتبة وباحثة مصرية. ولدت في القاهرة بتاريخ 1 يناير في عام 1975، وحصلت على درجة الدكتوراه بمرتبة الشرف الأولى من قسم اللغة العربية بكلية الآداب في جامعة القاهرة عام 2014. وصدر لها ثلاثة دواوين شعرية: «كائن خرافي غايته الثرثرة» في 2002، و«حائط مشقوق» في 2006، و«مثل شفرة سكين» في 2010. وهي فائزة بجائزة طنجة الكبرى للشعراء الشباب لعامي 2009 و2010، واختيرت كأحد أفضل الكتّاب الـ39 العرب لمشروع بيروت39 في عام 2009.

## السيرة الذاتية
ولدت نجاة علي في القاهرة عام 1975، وحازت على الماجستير في اللغة العربية وآدابها بدرجة امتياز عن أطروحتها «المفارقة في قصص يوسف إدريس القصيرة» من جامعة القاهرة عام 2006، ثم نالت درجة الدكتوراه بمرتبة الشرف الأولى عن بحثها «الراوي في روايات نجيب محفوظ» من نفس الجامعة في عام 2014. وتلقت نجاة دعوة من مؤسسة «راجدال» الأميركية في مدينة شيكاغو لمدة شهرين لبرنامج إقامة أدبية عام 2016. واحتفت الصحيفة المكسيكية "SIEMPRE LIBRE DE PUERTO VALLARTA" بنجاة علي في سبتمبر 2018، حيث تختار الصحيفة ثلاث شاعرات للاحتفاء بهن في قسم الثقافة. وتُرجم كتابها «الطريق إلى التحرير»، الذي نُشر على شكل أجزاء في مجلة «نزوى» العُمانية، إلى اللغة الإنجليزية.

## المؤلفات

### الدواوين الشعرية:[3]
- كائن خرافي غايته الثرثرة، المجلس الأعلى للثقافة، 2002.
- حائط مشقوق، الهيئة العامة للكتاب، 2006.
- مثل شفرة سكين، دار النهضة العربية، 2010.[12]

### كتب
- الراوي في روايات نجيب محفوظ، دار الهلال، 2017.
- الطريق إلى التحرير من يوميات ثورة 25 يناير، منشورات المتوسط، 2019.[13]

## الجوائز
- حصلت على جائزة أفضل ديوان شعر من وزارة الثقافة المصرية عام 1998.[14]
- في عام 2009، اختيرت كأحد أفضل الكتّاب الـ39 العرب لمشروع بيروت39.
- فازت بجائزة طنجة الكبرى للشعراء الشباب لعامي 2009 و2010.[5]